# Richard de Devizes

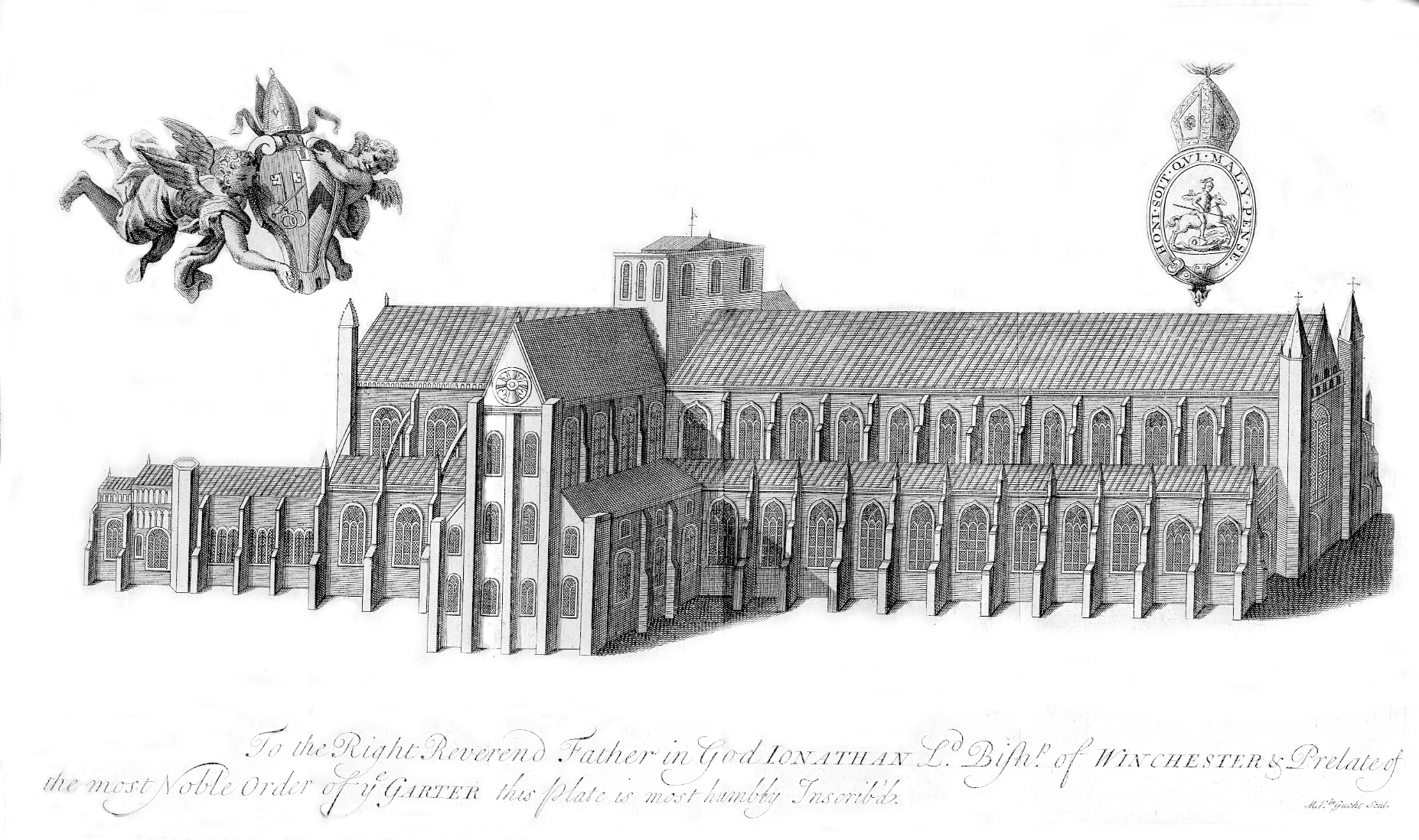
Desenha ilustrativo.

Richard de Devizes (fl. final do século XII), cronista inglês, foi um monge da casa de St Swithin em Winchester.

## Vida
Seu local de nascimento é provavelmente indicado por seu sobrenome, Devizes em Wiltshire, mas de sua vida não sabemos nada. Ele é creditado por Bale com a composição dos Annales de Wintonia, que são editados por Henry Richards Luard no segundo volume dos Annales Monastici. Se esta afirmação estiver correta, então o cronista sobreviveu ao rei Ricardo I da Inglaterra.
Em seu relato da coroação de Ricardo Coração de Leão em 1189, ele foi a primeira pessoa a usar a palavra holocausto quando descreveu o assassinato em massa dos judeus de Londres, embora o uso desta palavra simplesmente se refira a um "todo (holos) queimado (kaustos)" oferta de sacrifício a um deus.
Agora, no ano da encarnação de nosso Senhor em 1189, Ricardo, filho do rei Henrique II, por Eleanor, e irmão de Henrique III, foi consagrado rei dos ingleses por Baldwin, arcebispo de Canterbury, em Westminster, na três de setembro. No próprio dia da coroação, por volta daquela hora solene em que o Filho foi imolado ao Pai, um sacrifício dos judeus ao seu pai, o Diabo, foi iniciado na cidade de Londres, e tão longa foi a duração deste famoso mistério de que o holocausto dificilmente poderia ser realizado no dia seguinte. As outras cidades e vilas do reino imitaram a fé dos londrinos, e com igual devoção despacharam seus sanguessugas com sangue para o inferno.